# Dorte West
Dorte West (født 18. september 1969) er en dansk politiker fra Venstre, der 1. august 2021 tiltrådte som borgmester i Herning Kommune, hvor hun afløste Lars Krarup.
West er uddannet cand.oecon med speciale inden for sundhedsøkonomi, og har siden 1999 været ansat som lektor ved Uddannelses Center Ringkøbing-Skjern, hvorved hun underviser i fagene International Økonomi og samfundslære.
Hun har repræsenteret Venstre i Herning Byråd siden 2010 og sad også i regionsrådet i Region Midtjylland fra 2018 til 2021. West er formand for Business Region MidtVest i 2024, en forening af de 7 kommuner Ikast-Brande, Herning, Holstebro, Ringkøbing-Skjern, Skive, Struer og Lemvig.

## Privatliv
Privat bor Dorte West i Gullestrup ved Herning. Hun er gift og har tre børn.